# Сиранду
Си́ранду (ест. Sõrandu küla) — село в Естонії, у волості Ярва повіту Ярвамаа.

## Населення
Чисельність населення на 31 грудня 2011 року становила 89 осіб.

## Географія
Через населений пункт проходить автошлях 15156 (Анна — Пеетрі — Гууксі).

## Історія
З 30 січня 1992 до 21 жовтня 2017 року село входило до складу волості Койґі.